# Henri Pistre
Pour les articles homonymes, voir Pistre.

a Compétitions nationales et continentales officielles uniquement.

Dernière mise à jour le 16 juillet 2016.
Henri Pistre, ou l'abbé Pistre, dit « le Pape du rugby », est un prêtre français, né le 26 décembre 1900 à Mazamet et mort le 27 janvier 1981, à Noailhac, passionné de rugby. Il joue en tant que troisième ligne au SC Albi, de 1920 à 1922.

## Biographie

### Vocation religieuse
Aîné d'une famille pauvre, il naît le 26 décembre 1900 à Mazamet. Son père est menuisier. Durant les fêtes de Pâques 1912, des missionnaires de retour d’Océanie prêchent à Mazamet. Henri, âgé de 11 ans, est bouleversé. Sa vocation religieuse se manifeste. Le curé de Mazamet le fait entrer au petit séminaire, puis au grand séminaire d'Albi. Très doué en athlétisme, Henri Pistre a une prédilection pour le sprint et le saut en hauteur. Mais le supérieur du grand séminaire impose le port de la soutane pour les activités sportives : en hauteur, Pistre ne peut faire mieux qu'un mètre cinquante.

### Joueur de rugby
Après la Première Guerre mondiale, il interrompt ses études pour effectuer son service militaire. Ses dispositions pour le sport le font remarquer d'un officier du 15e régiment d'infanterie, qui le dirige vers le Sporting club albigeois. Là, le jeune homme pratique l'athlétisme, mais aussi le rugby : il va jouer pendant deux ans, au côté notamment de Jean Vaysse. Il débute comme trois-quarts aile, avant de passer à l'ouverture, en troisième ligne, et même en deuxième ligne. « Il découvrit, dit Henri Garcia, que le rugby s'accommodait merveilleusement des textes des Saints Évangiles car, au cœur d'une mêlée, il vaut toujours mieux donner que recevoir. »
En juin 1922, un challenge d’athlétisme oppose le SC Albi à quelques petits clubs des environs. Pistre choisit de disputer seul toutes les épreuves. Il participe au 100 mètres, au 110 mètres haies, au lancer du poids, au saut en hauteur, au lancer du disque, au saut en longueur. Dans le relais 4 × 100 mètres, il court seul contre quatre équipes. Il termine deuxième, derrière le SC Albi.
À la fin de l’été 1922, il termine son service militaire avec le grade de sergent-chef. Il arrête le sport de compétition pour retrouver sa place au grand séminaire d’Albi. Mais il ne peut résister au plaisir de jouer le match d'ouverture de la saison de rugby, contre l'US Perpignan.
Le 14 avril 1923, à Colombes, il assiste au match France-Irlande du Tournoi des Cinq Nations, match impressionnant d'engagement. Pistre va rester un ardent supporter de l'équipe d'Irlande, emballé par le légendaire fighting spirit de ce peuple.
Le 23 décembre 1923, il est ordonné prêtre. Tous ses anciens coéquipiers du SCA sont présents. À l'issue de la cérémonie, une délégation de joueurs s'approche du nouvel abbé. Jean Vaysse lui remet un paquet. L'abbé découvre, enveloppés dans la cape jaune et noir du Sporting club albigeois, douze couverts d'argent. Ne trouvant pas les mots pour remercier, il déboutonne le haut de sa soutane, faisant apparaître un vieux maillot délavé du SC Albi.

### Cordes et Castres
Il est nommé vicaire à Cordes. Il affrète des cars pour conduire les jeunes aux matchs, il crée une troupe de théâtre, il s'occupe du patronage. Affecté à la paroisse Saint-Jacques de Castres, il devient dirigeant du Castres olympique et même, en 1934, pour un court moment, entraîneur de l'équipe première.

### Curé de Noailhac

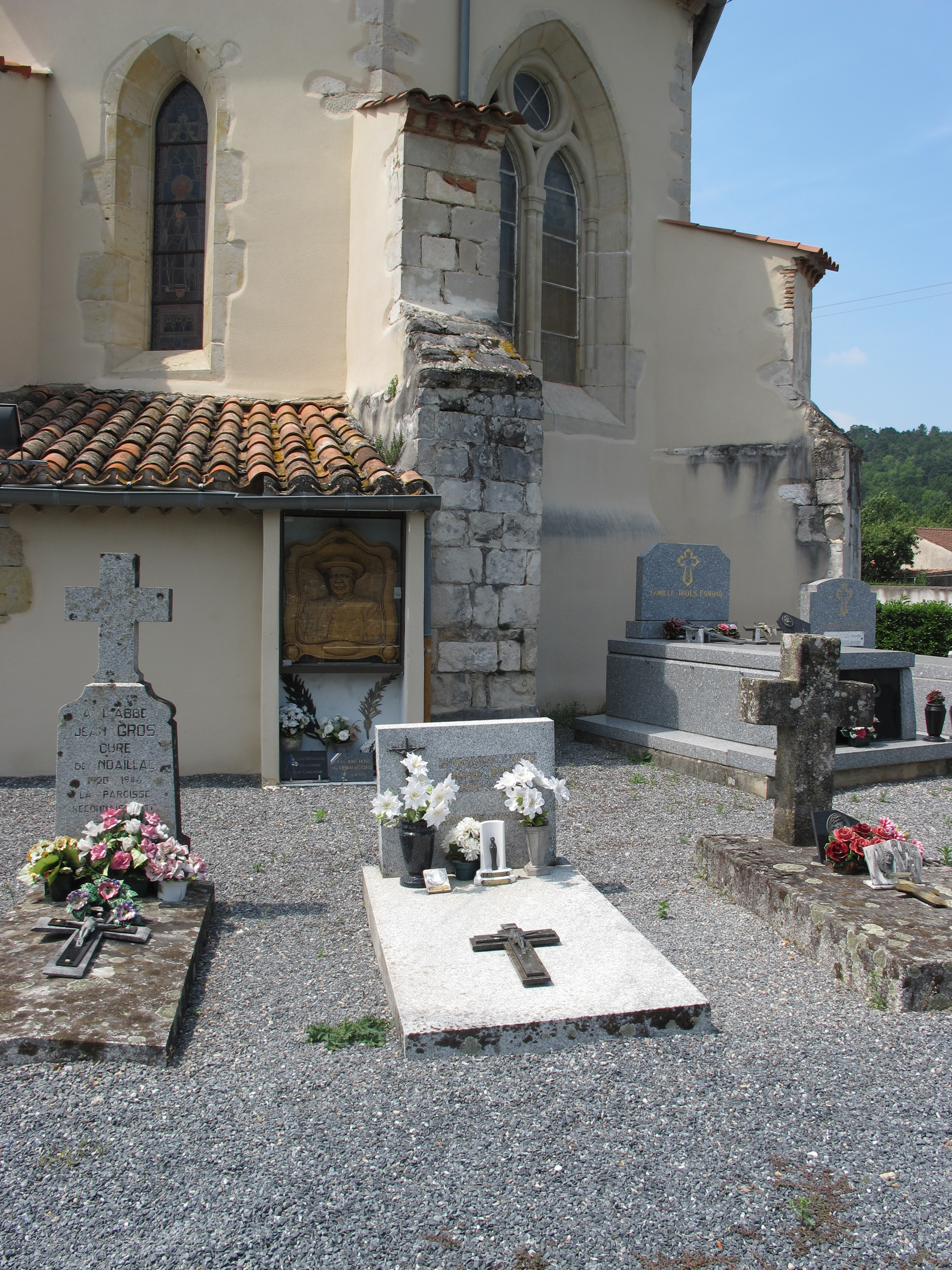
Tombe de l'abbé Pistre située au chevet de l'église Notre-Dame de Noailhac dans le Tarn. La tombe indique 1980 comme année de décès.

En 1946, il est nommé curé de l'église Notre-Dame de Noailhac, paroisse de 600 âmes, entre Castres et Mazamet. Il y impose une classe unique pour les enterrements. Il accepte de bénir les mariages entre protestants et catholiques, et de baptiser les enfants qui en sont issus. Il monte une chorale. Il forme une équipe de rugby, qu'il entraîne lui-même.
En 1963, en tant qu'ancien sergent-chef de l'armée française, le turbulent abbé contribue à fonder l'Association européenne des sous-officiers de réserve (AESOR). De 1964 à 1966, il en est le président. Il favorise la création de compétitions militaires et sportives où les réservistes peuvent se mesurer.
Le 6 janvier 1975, l'ORTF éclate en trois chaînes publiques : TF1, Antenne 2 et France Régions 3. Sur Antenne 2, les commentaires des matchs du Tournoi des cinq nations vont être assurés par le très populaire tandem Roger Couderc-Pierre Albaladejo. Le chef du service des sports de TF1, Georges de Caunes, décide alors de former un duo concurrent. Dès France-Galles, le 18 janvier, il commente lui-même, avec à ses côtés l'abbé Pistre, son « accent rocailleux » et ses 74 ans. L'abbé n'officie qu'une saison.
Il meurt à Noailhac le 27 janvier 1981, (toutefois sa tombe indique 1980). Il repose au cimetière du village.

## Souvenir
- Une rue d'Albi porte son nom.
- En 1970, l'écrivain Antoine Blondin lui dédie le roman Monsieur Jadis ou l'École du soir : « À l'abbé Pistre, la part de confession qui lui revient de droit[12]. »